# Maurice de Bus
Maurice Désiré de Bus (Mitry-Mory (Seine et Marne)1907 - París 1963) es un medallista y escultor francés, ganador del Premio de Roma de escultura en 1937

## Datos biográficos
Nace en el año 1907 en Mitry-Mory (Seine et Marne).
Alumno de la Escuela Nacional Superior de Bellas Artes de París.
En 1937, gana el Premio de Roma de escultura con la obra titulada Tres musas de Apolo se quejan de la barbarie de los hombres (Trois muses se plaignant à Apollon de la barbarie des hommes), un relieve en yeso.
De 1938 a 1939 vive pensionado en la Villa Médici de Roma.
Tras su regreso a París vivió en la colmena (del francés: La Ruche)., en el barrio de Montparnasse.
Fallece en París en 1963.
En 1964, la Fábrica Nacional de Moneda de Francia, editó una moneda en memoria del escultor, realizada por Ulysse Gemignani.
En 2002 el Museo de Montparnasse de París realiza una exposición colectiva con motivo del centenario de La Ruche. Allí se mostraron dos obras de Maurice de Bus.

## Obras
Entre las mejores y más conocidas obras de Maurice de Bus se incluyen las siguientes:
- Tres musas de Apolo se quejan de la barbarie de los hombres (Trois muses se plaignant à Apollon de la barbarie des hommes),[5] un relieve en yeso. En depósito de la Escuela de Bellas Artes de París.

- Escultura de la Virgen , (1954) escultura-relieve en piedra de la Virgen en la fachada de la iglesia de Notre Dame-de-la-Voie de Athis-Mons (48°42′01″N 2°23′14″E / 48.7003732, 2.3873313) los pies de la Virgen reposan sobre un rail de tren.[6] La anterior iglesia fue destruida durante la Segunda Guerra Mundial en 1944.[7]

- Jeune fille au livre 1944, terracota, h.32,5cm, realizada en la Colmena de París

- Nu de dos 1944, dibujo, 62x51cm, , realizada en la Colmena de París p.8[8]